# Capelle-les-Grands

Capelle-les-Grands este o comună în departamentul Eure, Franța. În 1 ianuarie 2022 avea o populație de 426 de locuitori.